# أليكس كويسون ساكي
كان الدكتور أليكس كويسون ساكي، (9 أغسطس 1924 - 21 ديسمبر 1992). (Alex Quaison-Sackey). دبلوماسيا غانيا خدم خلال الجمهوريتين الأولى والثالثة. وكان أول أفريقي أسود يشغل منصب رئيس الجمعية العامة للأمم المتحدة.

## النشأة والتعليم
ولد كويسون ساكي في وينبا في المنطقة الوسطى جنوب غانا. تلقى تعليمه المبكر في غانا في مدرسة Mfantsipim في كايب كوست في المنطقة الوسطى وكلية Achimota بالقرب من أكرا. ثم انتقل إلى المملكة المتحدة، حيث درس الفلسفة والسياسة والاقتصاد في كلية إكسيتر، جامعة أكسفورد، وتخرج بدرجة الشرف. كما درس العلاقات الدولية والقانون الدولي في كلية لندن للاقتصاد بعد تعيينه كأحد أول ضباط الخدمة الخارجية في غانا.

## روابط خارجية
- أليكس كويسون ساكي على موقع مونزينجر (الألمانية)